# Ribbskivsnäcka
Ribbskivsnäcka (Armiger crista) är en snäckart som först beskrevs av Carl von Linné 1758.  I den svenska databasen Dyntaxa används istället namnet Gyraulus crista. Enligt Catalogue of Life ingår Ribbskivsnäcka i släktet Armiger och familjen posthornssnäckor, men enligt Dyntaxa är tillhörigheten istället släktet Gyraulus och familjen posthornssnäckor. IUCN kategoriserar arten globalt som livskraftig. Arten är reproducerande i Sverige. Inga underarter finns listade i Catalogue of Life.